# Maria Asumpta
La Maria Asumpta fue un bergantín español, construido en el astillero Pica de Badalona, en Cataluña (España), y hundido en 1995, donde murieron tres personas. 

## Historia
La Maria Asumpta fue botado en Badalona en 1858 y estuvo involucrada en el comercio de textiles entre Argentina y España ; Más tarde fue utilizada para transportar esclavos y sal.  En la década de 1930 se instaló un motor y se le cambió el nombre a Pepita.  Con la instalación del motor, su aparejo se redujo, y en 1953 fue renombrada nuevamente, esta vez Ciudad de Inca. En 1978, operaba sin mástiles en el Mediterráneo.  En 1980, sus dueños querían vender sus motores y quemar el barco.  Mark Litchfield y Robin Cecil Wright, quienes fundaron la China Clipper Society, compraron la Ciudad de Inca por el valor de sus motores.  Durante los siguientes 18 meses, el barco fue restaurado y se convirtió en un barco de entrenamiento de vela en 1982. 

## Atrapado
En 1984 participó en una regata de veleros de mástiles altos que entró en el lago Ontario. Una vez allí, quedó atrapada debido a una demanda estadounidense por el hundimiento de la barca  Bark Marques (también propiedad de Robin Cecil Wright). Cualquier intento de abandonar los Grandes Lagos implicaría atravesar las esclusas controladas por los Estados Unidos en la vía marítima de Saint Lawrence y dar lugar a que la Ciudad de Inca sea incautada. Entre 1984 y 1988 residió en Kingston, Ontario y navegó en los Grandes Lagos. Durante el invierno de 1986, se hundió en aguas poco profundas, y fue reajustada y restaurada poco después.  En 1988 pasó a llamarse Maria Asumpta , y dejó de registrarse como un barco de entrenamiento de vela.  Su estado ahora era un yate privado. Era por entonces el velero más antiguo que sobrevivía.  María Asumpta más tarde recuperó su estado de barco de entrenamiento de vela.  En 1994, participó en un evento de barcos altos en Rouen, Francia .

## Naufragio
La Maria Asumpta estaba en su primer viaje después de una reforma en Gloucester. La primera parte del viaje fue golpeada por el mal tiempo y se había refugiado en Porlock, Lynmouth y Swansea Marina. En la tarde del 30 de mayo de 1995, se estaba preparando para entrar en el puerto de Padstow. El capitán, Mark Litchfield, decidió llevarla entre The Mouls y Pentire Point, que no era una ruta recomendada por el Almirantazgo.  Litchfield declaró más tarde que la razón para navegar bastante cerca de la costa era disfrutar de la vista y beneficiarse de la fuerte carrera de las mareas. 
Los motores se detuvieron de repente. Dos hombres fueron enviados a atender el motor, mientras que el resto de la tripulación de mayores de catorce años levantó la vela. Aunque vigías habían publicado en la proa, no lograron detectar rocas sumergidas y unos cinco minutos después de que los motores se detuvieron, la María Asumpta golpeó las rocas en la grupa del punto 50°35′40″N 4°55′28″O / 50.594556, -4.924389 y comenzó a fundar. Se emitió una señal de auxilio de inmediato. La tripulación abandonó el barco, y muchos de ellos saltaron a las rocas, pero tres tripulantes se ahogaron. La tragedia fue presenciada por muchos turistas, que habían venido a ver la llegada de Maria Asumpta .

### Investigación
La Subdivisión de Investigación de Accidentes Marinos realizó una investigación sobre la pérdida de Maria Asumpta , y el informe posterior fue utilizado como prueba por Mark Litchfield en su juicio.

### Juicio por homicidio
Litchfield fue acusado de homicidio involuntario de los tres miembros de la tripulación que murieron, debido a su grave negligencia al navegar demasiado cerca de la costa, sabiendo que el diésel estaba contaminado. Se declaró "no culpable".
Durante el juicio, se presentaron pruebas de que Litchfield puso a la nave en una situación peligrosa al acercarse demasiado a una costa de sotavento, es decir, a una costa con el viento soplando. Cuando los motores se detuvieron, el barco estaba efectivamente condenado y, si hubiera estado más lejos en el mar, habría podido evitar las rocas. El jefe del puerto de Padstow le había aconsejado que se quedara más lejos en el mar y previamente le habían dicho en Gloucester que el combustible estaba contaminado. También surgió durante el juicio que Litchfield había sido anteriormente el maestro de los <i id="mwOA">Marques</i>, que se había hundido en 1984 con la pérdida de 19 vidas.
Al concluir el juicio, el jurado emitió un veredicto mayoritario de "culpable" y Litchfield fue encarcelado durante dieciocho meses por el juez Butterfield.  El caso se utiliza en la enseñanza de negligencia grave en la ley.
Litchfield apeló contra su condena, pero su apelación fue desestimada.

## Memorial
Un monumento a los tres tripulantes que murieron en el accidente de Maria Asumpta fue erigido en la iglesia de St Enodoc , Trebetherick .